# مارك ولز (ملحن)
مارك ولز (بالإنجليزية: Mark Wells)‏ هو ملحن ومنتج أسطوانات أسترالي، ولد في 22 أبريل 1973.

## روابط خارجية
- مارك ولز على موقع IMDb (الإنجليزية)
- مارك ولز على موقع ميوزك برينز (الإنجليزية)